# Carlos Gurpegui
Carlos Gurpegui Nausia (Pamplona, 19 september 1980) is een Spaans voetballer. Hij debuteerde in 2002 in het betaald voetbal in het shirt van Athletic Bilbao, waar hij uitgroeide tot aanvoerder en in 2015 zijn 300ste competitiewedstrijd speelde. Hij speelde oorspronkelijk als centrale middenvelder, maar werd door Marcelo Bielsa omgevormd tot centrale verdediger.

## Clubvoetbal
Gurpegui speelde voor zijn komst bij Athletic voor CD Izarra. Na periodes bij de reserveteams van Athletic, CD Baskonia en Bilbao Athletic, debuteerde hij op 31 maart 2002 in de wedstrijd tegen Villarreal CF in de Primera División.
Na een uitwedstrijd van Athletic tegen Real Sociedad op 1 september 2002 werd Gurpegui positief getest. Hij had een te hoge urinewaarde nandrolon, een anabole steroïde. Het lichaam van Gurpegui bleek deze stof zelf aan te maken, wat verschillende onafhankelijke tests van onder meer de Universiteit van Extremadura en het Pasteur Instituut in Straatsburg hebben aangetoond. Desondanks legde de Spaanse voetbalbond hem een schorsing van twee jaar op. Gurpegui ging meerdere malen in beroep en tijdens de beroepsprocedures kon hij gewoon spelen voor Athletic. In juli 2006 volgde uiteindelijk de uitspraak van het Spaanse hooggerechtshof, dat oordeelde dat Gurpegui gedurende twee jaar geen officiële wedstrijden mocht spelen. De schorsing van Gurpegui liep op 10 mei 2008 af.

### Statistieken
| seizoen    | club               | land   | competitie         | wed. | goals |
| ---------- | ------------------ | ------ | ------------------ | ---- | ----- |
| 1998/99    | Bilbao Athletic    | Spanje | Segunda División B | 1    | 0     |
| 1999/00    | Bilbao Athletic    | Spanje | Segunda División B | 23   | 2     |
| 2000/01    | Bilbao Athletic    | Spanje | Segunda División B | 32   | 3     |
| 2001/02    | Athletic de Bilbao | Spanje | Primera División   | 4    | 0     |
| 2002/03    | Athletic de Bilbao | Spanje | Primera División   | 27   | 4     |
| 2003/04    | Athletic de Bilbao | Spanje | Primera División   | 30   | 1     |
| 2004/05    | Athletic de Bilbao | Spanje | Primera División   | 34   | 4     |
| 2005/06    | Athletic de Bilbao | Spanje | Primera División   | 30   | 2     |
| 2006/07    | Athletic de Bilbao | Spanje | Primera División   | 0    | 0     |
| 2007/08    | Athletic de Bilbao | Spanje | Primera División   | 5    | 0     |
| 2008/09    | Athletic de Bilbao | Spanje | Primera División   | 19   | 0     |
| 2009/10    | Athletic de Bilbao | Spanje | Primera División   | 34   | 1     |
| 2010/11    | Athletic de Bilbao | Spanje | Primera División   | 31   | 2     |
| 2011/12    | Athletic de Bilbao | Spanje | Primera División   | 7    | 0     |
| 2012/13    | Athletic de Bilbao | Spanje | Primera División   | 27   | 1     |
| 2013/14    | Athletic de Bilbao | Spanje | Primera División   | 27   | 2     |
| 2014/15    | Athletic de Bilbao | Spanje | Primera División   | 23   | 1     |
| 2015/16    | Athletic de Bilbao | Spanje | Primera División   | 3    | 0     |
| Bijgewerkt | 10 oktober 2015    |        |                    |      |       |

## Erelijst
| Supercopa de España | 1x | 2015 |